# Pleurothallis davisii
Pleurothallis davisii är en orkidéart som beskrevs av Carlyle August Luer och Endara. Pleurothallis davisii ingår i släktet Pleurothallis och familjen orkidéer.
Artens utbredningsområde är Ecuador. Inga underarter finns listade i Catalogue of Life.